# Mykola Semenyschyn

Wappen von Mykola Semenyshyn

Mykola Semenyschyn (ukrainisch Микола Семенишин; * 29. Mai 1982 in Hlyboke, Oblast Iwano-Frankiwsk, Ukrainische SSR) ist ein ukrainisch griechisch-katholischer Geistlicher und Weihbischof in Iwano-Frankiwsk.

## Leben
Mykola Semenyschyn studierte von 1999 bis 2005 Philosophie und Theologie am Priesterseminar der Erzeparchie Iwano-Frankiwsk. Am 25. November 2004 empfing er die Diakonenweihe und am 29. Mai des folgenden Jahres die Priesterweihe für die Erzeparchie Iwano-Frankiwsk. Anschließend studierte er an der Päpstlichen Fakultät Teresianum in Rom und erwarb das Lizenziat in spiritueller Theologie. Während dieses Studiums war er auch in der seelsorglichen Betreuung der griechisch-katholischen Ukrainer im Bistum Pinerolo tätig.
Nach der Rückkehr in die Heimat war er Subregens des Priesterseminars von Iwano-Frankiwsk, persönlicher Sekretär des emeritierten Großerzbischofs von Kiew-Halytsch, Ljubomyr Kardinal Husar MSU, sowie Spiritual am Priesterseminar der Drei heiligen Hierarchen in Kiew.
Am 27. Oktober 2022 bestätigte Papst Franziskus seine durch die Synode der ukrainisch griechisch-katholischen Kirche erfolgte Wahl zum Weihbischof in Iwano-Frankiwsk und ernannte ihn zum Titularbischof von Inuca in Mauretania. Der Großerzbischof von Kiew-Halytsch, Swjatoslaw Schewtschuk, spendete ihm am 15. Februar des folgenden Jahres in der Kathedrale von Iwano-Frankiwsk die Bischofsweihe. Mitkonsekratoren waren der Erzbischof von Iwano-Frankiwsk, Wolodymyr Wijtyschyn, und der Apostolische Exarch für Deutschland und Skandinavien, Bohdan Dsjurach.